# نائوچنی گورودوک
نائوچنی گورودوک (به لاتین: Nauchny Gorodok) یک منطقهٔ مسکونی در روسیه است که در بارنائول واقع شده‌است.